# 어머니의 깃발
《어머니의 깃발》은 1988년 3월 20일에 MBC TV에서 방영된 200회 특집 베스트셀러극장이다.

## 줄거리
한국전쟁에서 헤어진 이산가족 문제 및 한국인의 뿌리의식을 탐구한 송기숙의 소설을 영상화 했다.
한국전쟁 당시 다섯 살이었던 개만(정동환)은 1.4후퇴 과정에서 인민군 몇 명이 어머니를 강제로 끌고 가는 바람에 어머니와 헤어지게 된다. 이후 자수성가하여 고물상 주인이 된 개만은 어렸을 때의 희미한 기억을 더듬은 끝에 1983년 이산가족 찾기 생방송에 출연, 어머니를 찾는 방송을 하는데, 방송 이후 동네 불량배를 폭행한 혐의로 수감되어 재판을 기다리는 신세가 된다. 그 동안 대전에서 한 여인(정혜선)이 어머니인 것 같다고 연락한 뒤 재판정에 찾아오지만, 결과적으로 아닌 것으로 판명난다. 변호사(김무생)의 도움으로 가석방된 개만은 이후 본격적으로 어머니를 찾기 위해...

## 출연
- 정동환
- 김혜자
- 허윤정
- 권재희
- 정혜선
- 전운
- 김무생
- 임문수
- 이계인
- 최봉
- 김길호
- 국정환
- 박상조
- 박종관
- 최주봉
- 남영진
- 남포동
- 김진구
- 김명희
- 정영진
- 박희진
- 김찬구
- 이정훈
- 원영애
- 김홍수
- 이승우
- 이성용
- 문창근
- 나정옥
- 박상규
- 유춘
- 박세범
- 권일수
- 박성식
- 김백수
- 유명순
- 정석원
- 양동근